# 1968 w polityce

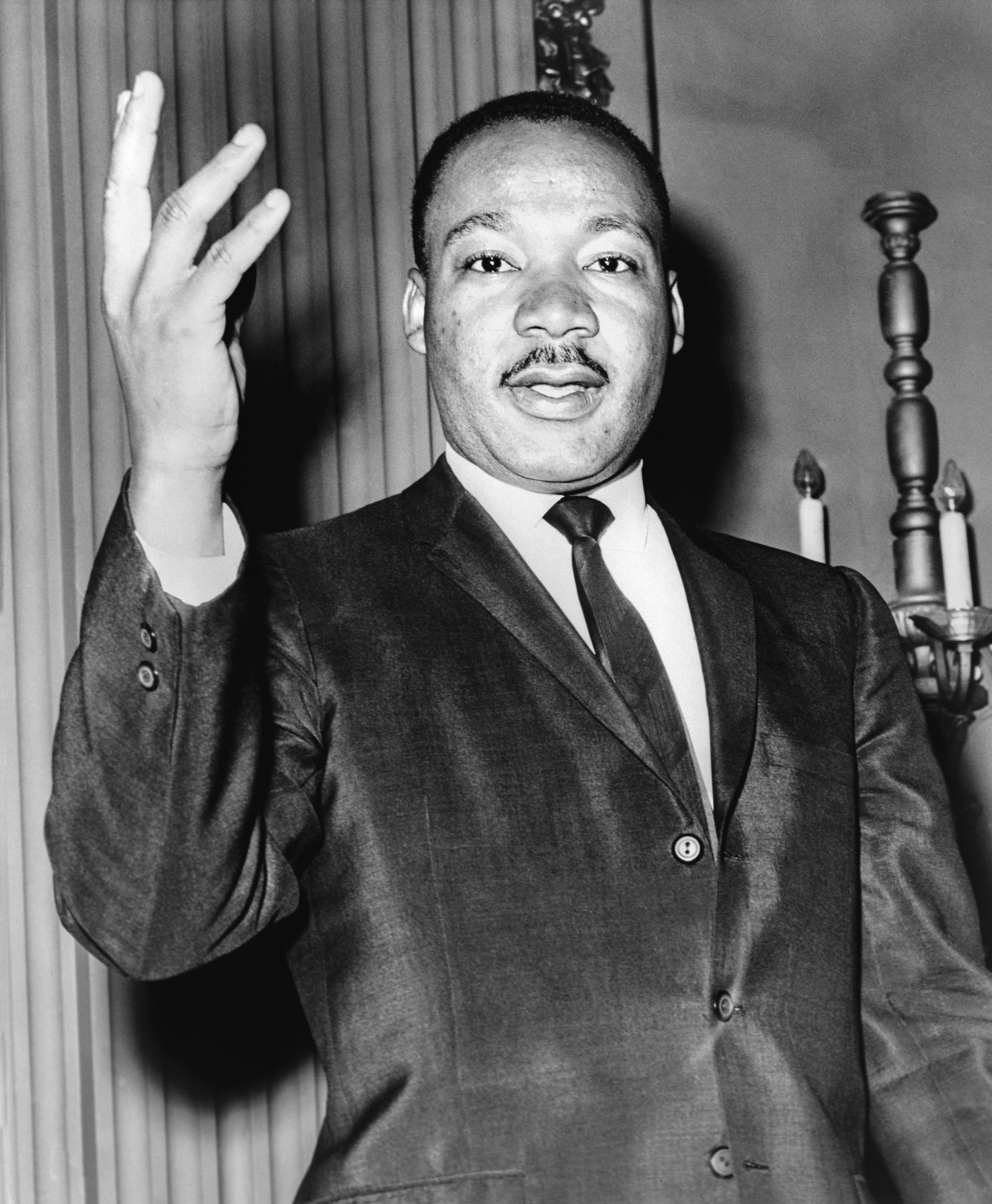
Martin Luther King

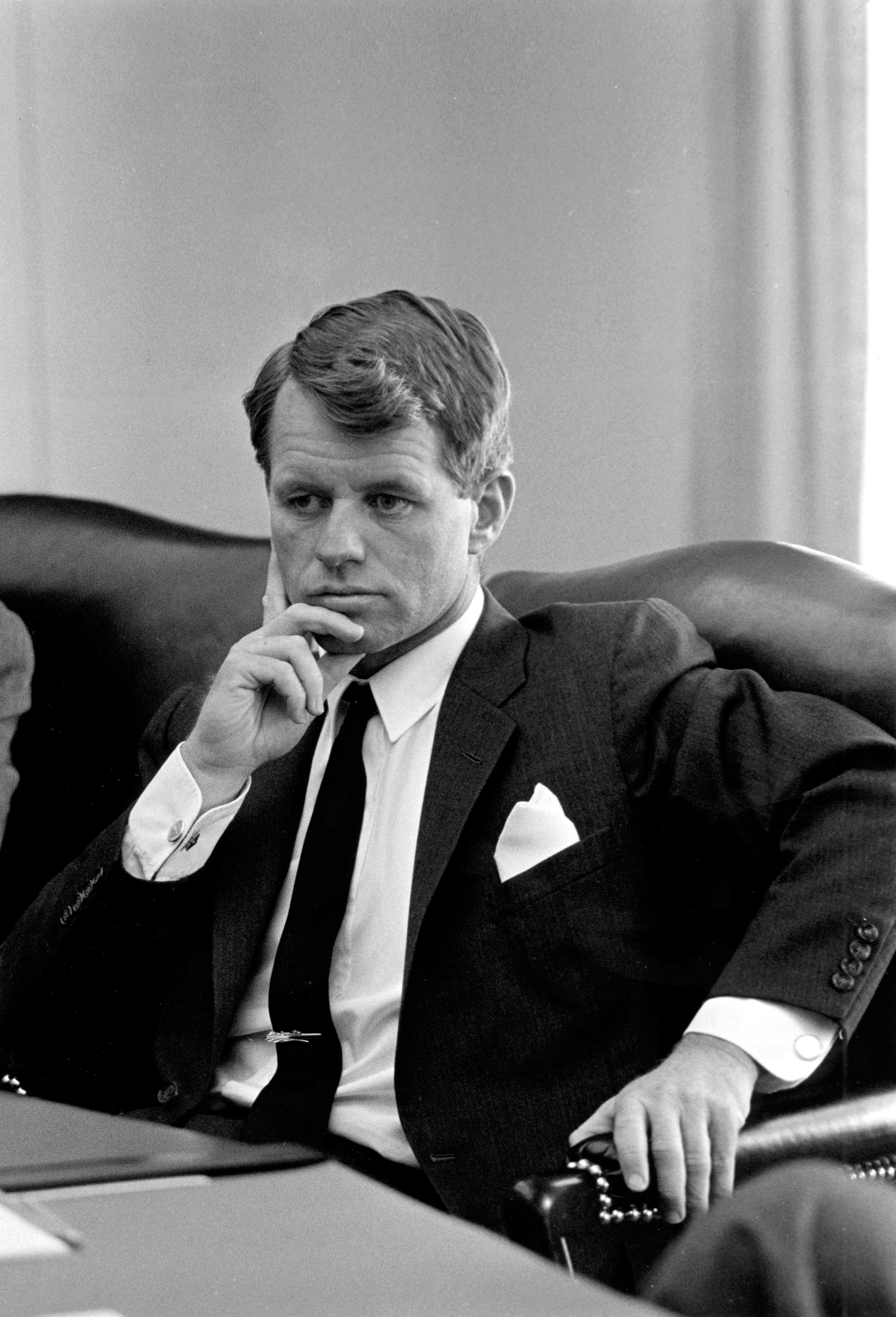
Robert F. Kennedy

Wydarzenia polityczne w 1968 roku.

## Styczeń
- 5 stycznia – Alexander Dubček został wybrany na stanowisko I sekretarza Komunistycznej Partii Czechosłowacji[1].
- 30 stycznia – w warszawskim Teatrze Narodowym odbył się ostatni spektakl Dziadów w reżyserii Kazimierza Dejmka. Po spektaklu na ulicach Warszawy doszło do manifestacji studentów[1].

## Marzec
- 8 marca – na dziedzińcu Uniwersytetu Warszawskiego odbył się wiec, który został rozpędzany przez Milicję Obywatelską i aktyw robotniczy – początek wydarzeń marcowych[1].
- W całej Polsce odbyły się protesty na wyższych uczelniach[1].

## Kwiecień
- 4 kwietnia – został zastrzelony Martin Luther King, pastor baptystyczny, bojownik o równouprawnienie Amerykanów pochodzenia afrykańskiego, laureat pokojowej Nagrody Nobla z 1964[2].
- 11 kwietnia – generał armii Wojciech Jaruzelski został ministrem obrony narodowej[3].

## Maj
- 2 maja – francuscy studenci skupieni wokół Ruchu 22 Marca zajęli budynki Uniwersytetu Nanterre. Na czele strajku stanął lider Ruchu 22 Marca Daniel Cohn-Bendit[1].
- 3 maja – początek protestów we Francji – w Paryżu, Nanterre oraz wielu innych miastach doszło do demonstracji studenckich, które zostały stłumione przez policję[1].
- 11 maja – w Paryżu przedstawiciele Wietnamu Północnego i Stanów Zjednoczonych rozpoczęli rokowania pokojowe[1].

## Czerwiec
- 6 czerwca – został zastrzelony senator Robert F. Kennedy, brat prezydenta Johna F. Kennedy’ego[4].

## Lipiec
- 1 lipca – przedstawiciele Związku Radzieckiego, Stanów Zjednoczonych i Wielkiej Brytanii podpisali układ o nierozprzestrzenianiu broni jądrowej, w którym zobowiązali się nie przekazywać innym państwom broni ani technologii umożliwiającej jej produkcję[1].

## Sierpień
- 3 sierpnia –  w Moskwie zmarł Konstanty Rokossowski, marszałek ZSRR i Polski[5].
- 20 sierpnia/21 sierpnia – interwencja wojsk Układu Warszawskiego w Czechosłowacji (Operacja „Dunaj”). W inwazji wzięły udział oddziały radzieckie, polskie, węgierskie, bułgarskie i wschodnioniemieckie[6].

## Październik
- 28 października – zmarł Hans Cramer, niemiecki generał, dowódca Afrika Korps[7].

## Grudzień
- 20 grudnia – Pokojową Nagrodę Nobla otrzymał René Cassin[1].